# Hyundai Motor
Hyundai Motor Company est un constructeur automobile sud-coréen, filiale du conglomérat Hyundai Motor Group. Il est l'unique constructeur indépendant national et leader sur son marché intérieur. En 2024, le constructeur a produit plus de 100 millions de voitures depuis sa création.

## Historique
Le constructeur automobile Hyundai est fondé en décembre 1967 par Chung Ju-Yung, né en 1915 à Tongchon, dans l'actuelle Corée du Nord. La première usine Hyundai ouvre à Ulsan en 1968. Le constructeur est alors un simple assembleur, fabriquant des Ford Cortina de conception américaine.
La première voiture de la marque est la Pony, lancée en 1973.
La marque est importée en France à partir de 1992.
En 1994, Hyundai ouvre un centre de recherche et développement en Allemagne.
En 1998, le constructeur sud-coréen Kia Motors passe sous le giron de Hyundai.
En 2010, Hyundai-Kia devient le quatrième constructeur mondial.
En 2010, Hyundai Motor lance une nouvelle image de marque, ne voulant plus être considéré comme un constructeur « low-cost »[réf. nécessaire].
En 2017, Hyundai Motors fête ses cinquante ans, ses vingt-cinq ans de présence en France et la création de la branche sportive Hyundai N.
En 2019, la marque vend 4,4 millions de véhicules. La firme possède alors vingt usines dont sept en Corée du Sud, ces dernières ont produit environ 1,8 million de véhicules, soit environ 35 000 par semaine.
Le 10 août 2020, Hyundai annonce la création d'une nouvelle ligne baptisée Ioniq, réservée aux voitures électriques.
En 2023, le chiffre d'affaires de la société en Russie s'élève à 191 millions d'euros.

### Chiffres de vente
| 3 500 000 |           |           |           |           | 3 600 000 |           |           |           |           | 3 700 000 |           |           |           |           | 3 800 000 |           |           |           |           | 3 900 000 |           |           |           |           | 4 000 000 |           |           |           |           | 4 100 000 |           |           |           |           | 4 200 000 |           |           |           |           | 4 300 000 |           |           |           |           | 4 400 000 |           |  |  |  | 4 500 000 |  |  |  |  | 4 600 000 |  |  |  |  | 4 700 000 |  |  |  |
| 2012      | 4 400 000 | 4 400 000 | 4 400 000 | 4 400 000 | 4 400 000 | 4 400 000 | 4 400 000 | 4 400 000 | 4 400 000 | 4 400 000 | 4 400 000 | 4 400 000 | 4 400 000 | 4 400 000 | 4 400 000 | 4 400 000 | 4 400 000 | 4 400 000 | 4 400 000 | 4 400 000 | 4 400 000 | 4 400 000 | 4 400 000 | 4 400 000 | 4 400 000 | 4 400 000 | 4 400 000 | 4 400 000 | 4 400 000 | 4 400 000 | 4 400 000 | 4 400 000 | 4 400 000 | 4 400 000 | 4 400 000 | 4 400 000 | 4 400 000 | 4 400 000 | 4 400 000 | 4 400 000 | 4 400 000 | 4 400 000 | 4 400 000 | 4 400 000 | 4 400 000 |           |  |  |  |           |  |  |  |  |           |  |  |  |  |           |  |  |  |
| 2019      | 4 420 000 | 4 420 000 | 4 420 000 | 4 420 000 | 4 420 000 | 4 420 000 | 4 420 000 | 4 420 000 | 4 420 000 | 4 420 000 | 4 420 000 | 4 420 000 | 4 420 000 | 4 420 000 | 4 420 000 | 4 420 000 | 4 420 000 | 4 420 000 | 4 420 000 | 4 420 000 | 4 420 000 | 4 420 000 | 4 420 000 | 4 420 000 | 4 420 000 | 4 420 000 | 4 420 000 | 4 420 000 | 4 420 000 | 4 420 000 | 4 420 000 | 4 420 000 | 4 420 000 | 4 420 000 | 4 420 000 | 4 420 000 | 4 420 000 | 4 420 000 | 4 420 000 | 4 420 000 | 4 420 000 | 4 420 000 | 4 420 000 | 4 420 000 | 4 420 000 | 4 420 000 |  |  |  |           |  |  |  |  |           |  |  |  |  |           |  |  |  |
| 2020      | 3 743 514 | 3 743 514 | 3 743 514 | 3 743 514 | 3 743 514 | 3 743 514 | 3 743 514 | 3 743 514 | 3 743 514 | 3 743 514 | 3 743 514 | 3 743 514 | 3 743 514 |           |           |           |           |           |           |           |           |           |           |           |           |           |           |           |           |           |           |           |           |           |           |           |           |           |           |           |           |           |           |           |           |           |  |  |  |           |  |  |  |  |           |  |  |  |  |           |  |  |  |
| 2021      | 3 890 726 | 3 890 726 | 3 890 726 | 3 890 726 | 3 890 726 | 3 890 726 | 3 890 726 | 3 890 726 | 3 890 726 | 3 890 726 | 3 890 726 | 3 890 726 | 3 890 726 | 3 890 726 | 3 890 726 | 3 890 726 | 3 890 726 | 3 890 726 | 3 890 726 | 3 890 726 |           |           |           |           |           |           |           |           |           |           |           |           |           |           |           |           |           |           |           |           |           |           |           |           |           |           |  |  |  |           |  |  |  |  |           |  |  |  |  |           |  |  |  |
| 2022      | 3 944 579 | 3 944 579 | 3 944 579 | 3 944 579 | 3 944 579 | 3 944 579 | 3 944 579 | 3 944 579 | 3 944 579 | 3 944 579 | 3 944 579 | 3 944 579 | 3 944 579 | 3 944 579 | 3 944 579 | 3 944 579 | 3 944 579 | 3 944 579 | 3 944 579 | 3 944 579 | 3 944 579 | 3 944 579 | 3 944 579 |           |           |           |           |           |           |           |           |           |           |           |           |           |           |           |           |           |           |           |           |           |           |           |  |  |  |           |  |  |  |  |           |  |  |  |  |           |  |  |  |
| 2023      | 3 993 179 | 3 993 179 | 3 993 179 | 3 993 179 | 3 993 179 | 3 993 179 | 3 993 179 | 3 993 179 | 3 993 179 | 3 993 179 | 3 993 179 | 3 993 179 | 3 993 179 | 3 993 179 | 3 993 179 | 3 993 179 | 3 993 179 | 3 993 179 | 3 993 179 | 3 993 179 | 3 993 179 | 3 993 179 | 3 993 179 | 3 993 179 |           |           |           |           |           |           |           |           |           |           |           |           |           |           |           |           |           |           |           |           |           |           |  |  |  |           |  |  |  |  |           |  |  |  |  |           |  |  |  |

## Hyundai en Europe

### Modèles actuels

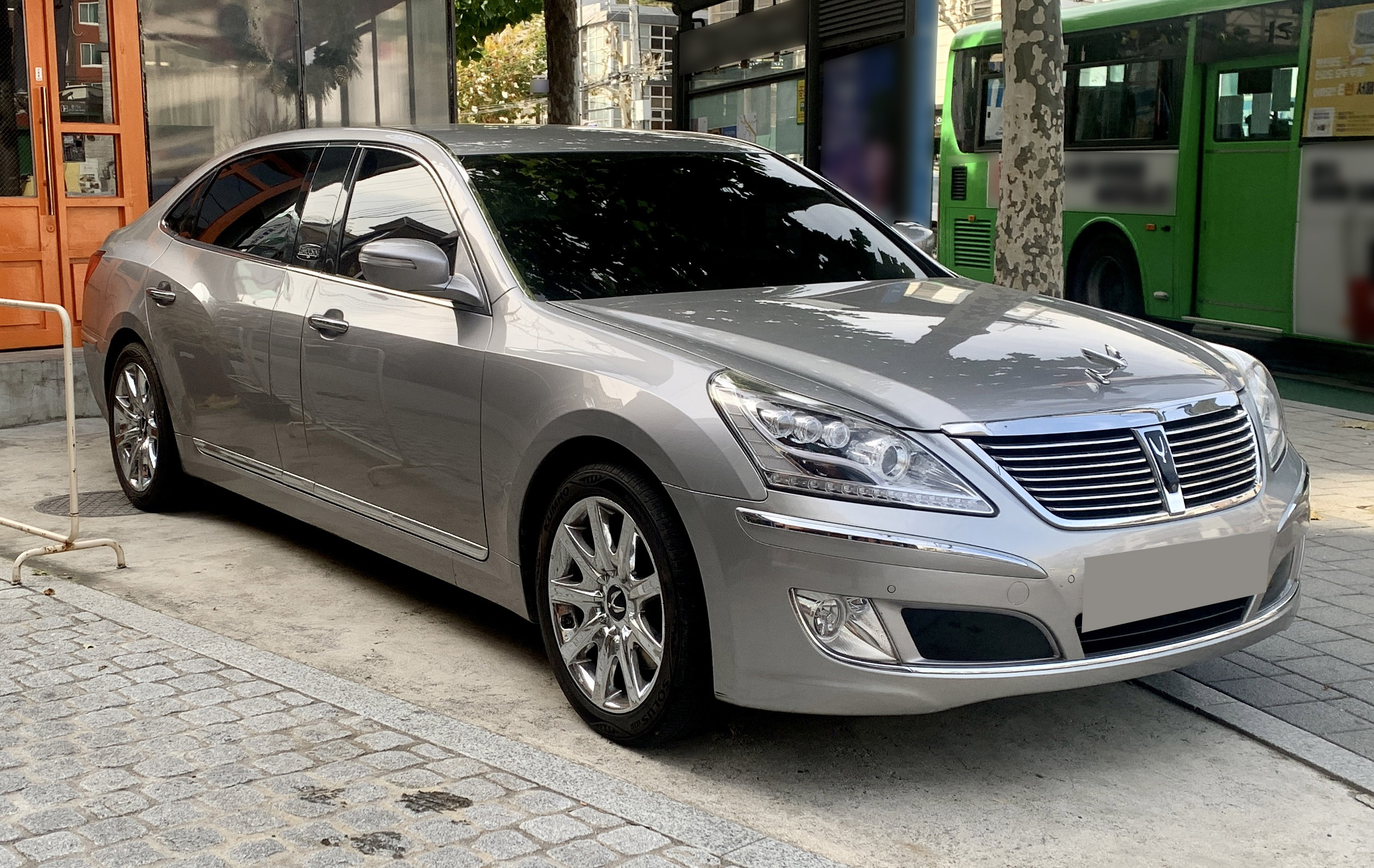
Hyundai Equus.

Les urbaines
- i10 (depuis début 2020), une citadine à cinq portes partageant sa plate-forme avec la Kia Picanto, de la catégorie des Toyota Aygo, Renault Twingo et Peugeot 108. L'Aura est basée sur la i10 ;
- i20 (depuis début 2020), une petite polyvalente concurrente des Peugeot 208 et Renault Clio également disponible en version sportive N.

Les compactes
- i30 (depuis 2017, restylée en 2020), berline compacte cinq-portes de la catégorie des Peugeot 308 Renault Mégane et Volkswagen Golf dont les versions suivantes, toutes restylées en 2020, sont issues :
  - i30 SW (depuis 2017), un break compact de la catégorie des Peugeot 308 SW et Ford Focus SW ;
  - i30 Fastback (depuis début 2018), une berline cinq-portes ;
  - i30 N (depuis fin 2017), une version sportive disponible pour les i30 "classique" et Fastback. Elle rivalise avec la Renault Mégane RS.

Les véhicules électrifiés
- Ioniq 5 (depuis mai 2021), crossover électrique.
- Ioniq 6 (depuis 2022), berline électrique.
- Nexo (depuis 2018), un SUV compact à hydrogène.
- Kona (depuis novembre 2022), SUV urbain électrique et concurrent de la Peugeot e-2008 ;

Les SUV et crossovers
- Bayon, (depuis début 2021), crossover urbain ;
- Kona (depuis novembre 2022), SUV urbain concurrent du Renault Captur ou du Ford Puma;
- Tucson (depuis début 2021), SUV compact qui existe en deux ou quatre roues motrices, de la catégorie des Ford Kuga/Escape, Peugeot 3008 et Volkswagen Tiguan ;
- Santa Fe (depuis début 2019 en France (2018 en Europe), restylé fin 2020), un SUV offrant sept places de la catégorie des Peugeot 5008, Honda CR-V et Volvo XC60.

Gamme actuelle en France
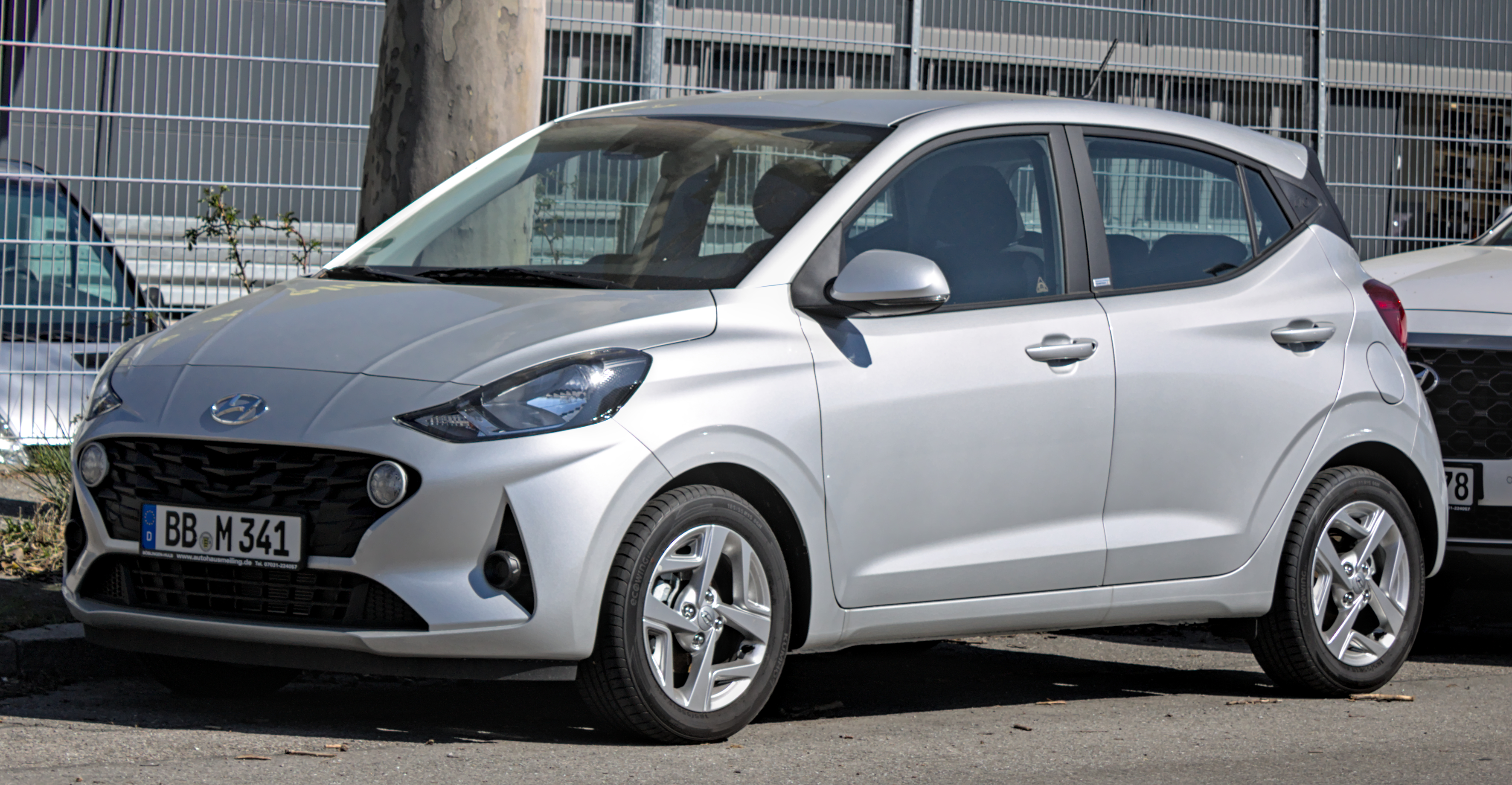
i10 (depuis 2020)
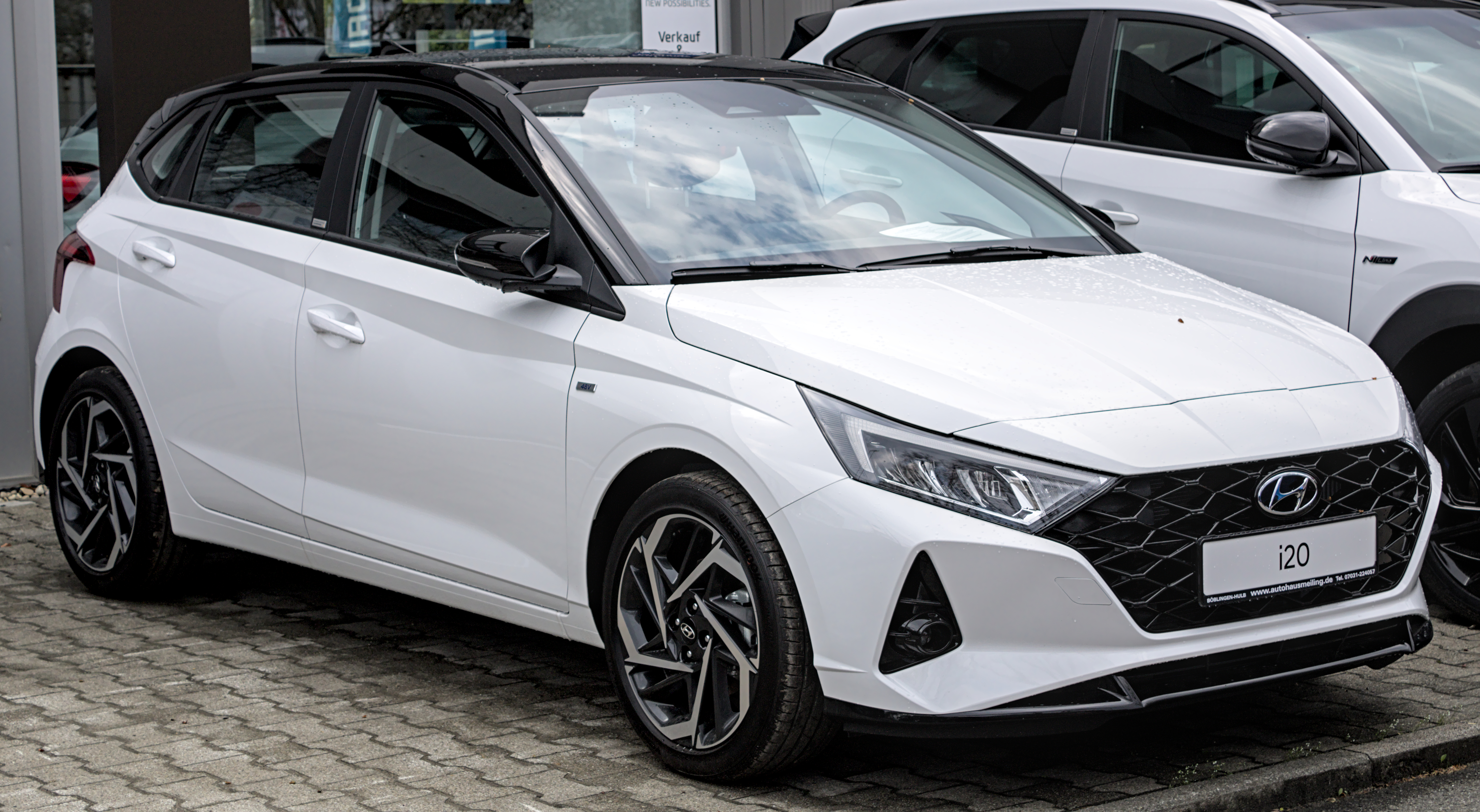
i20 (depuis 2020)
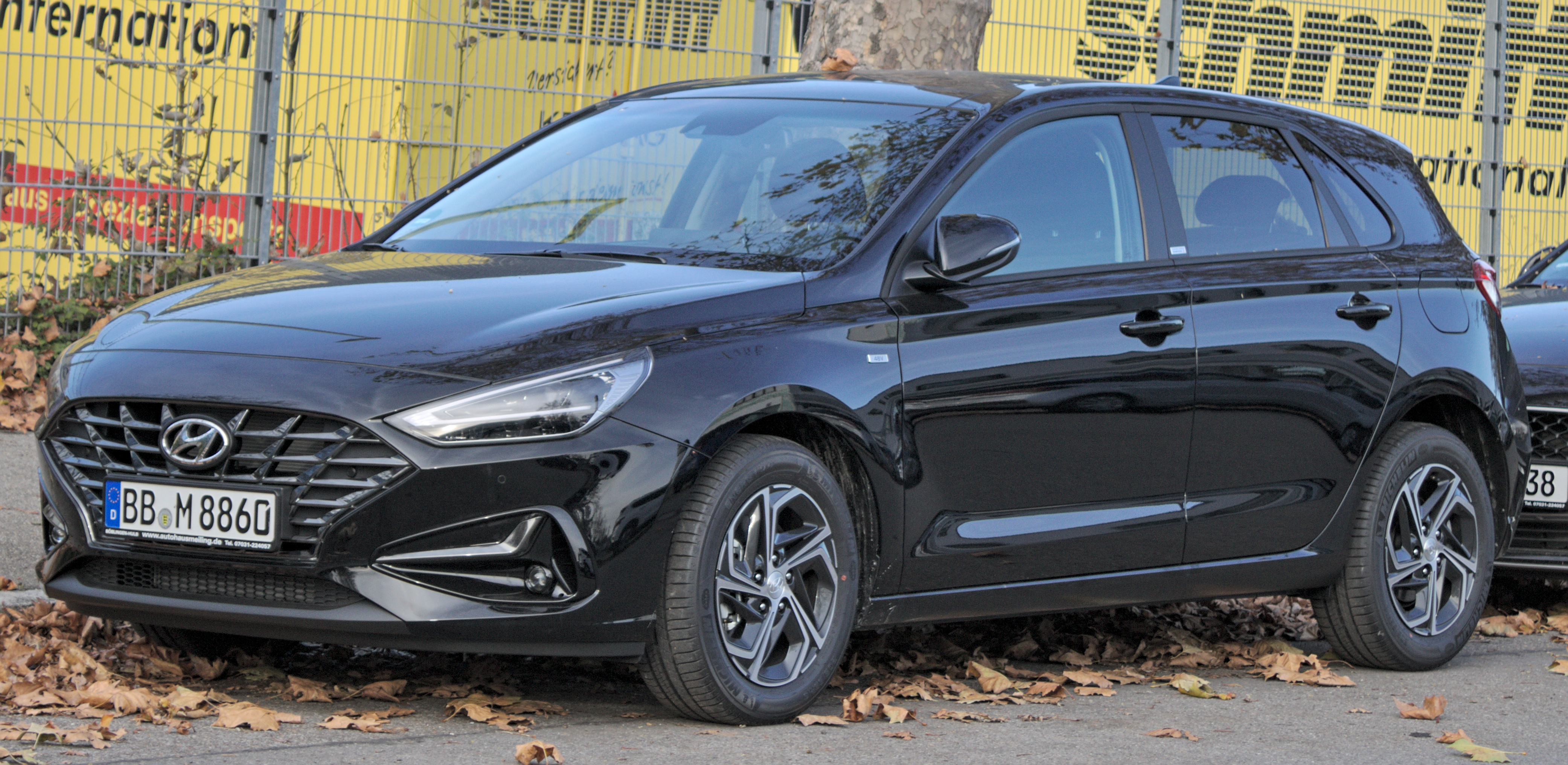
i30 (depuis 2017)
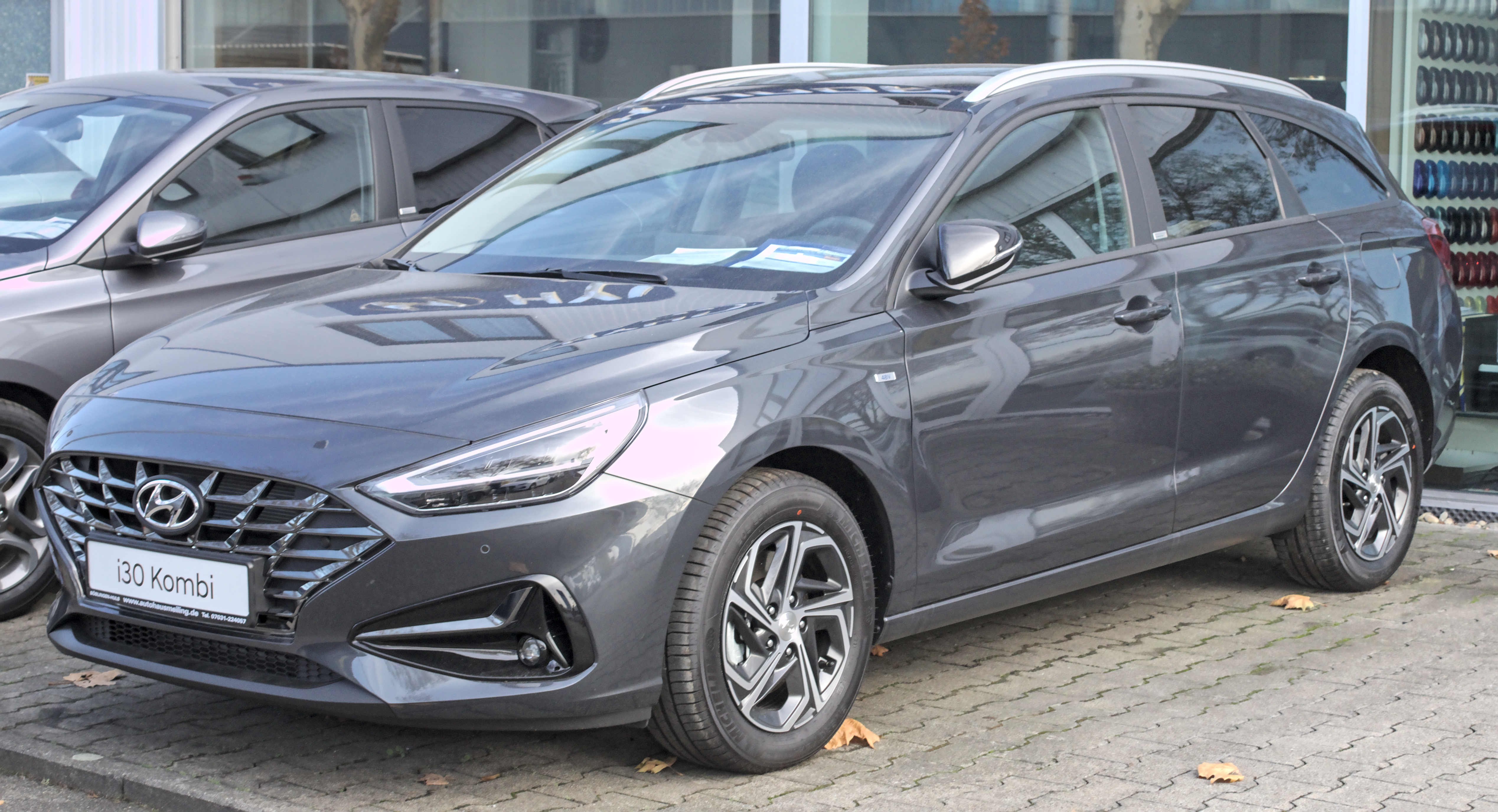
i30 SW (depuis 2017)
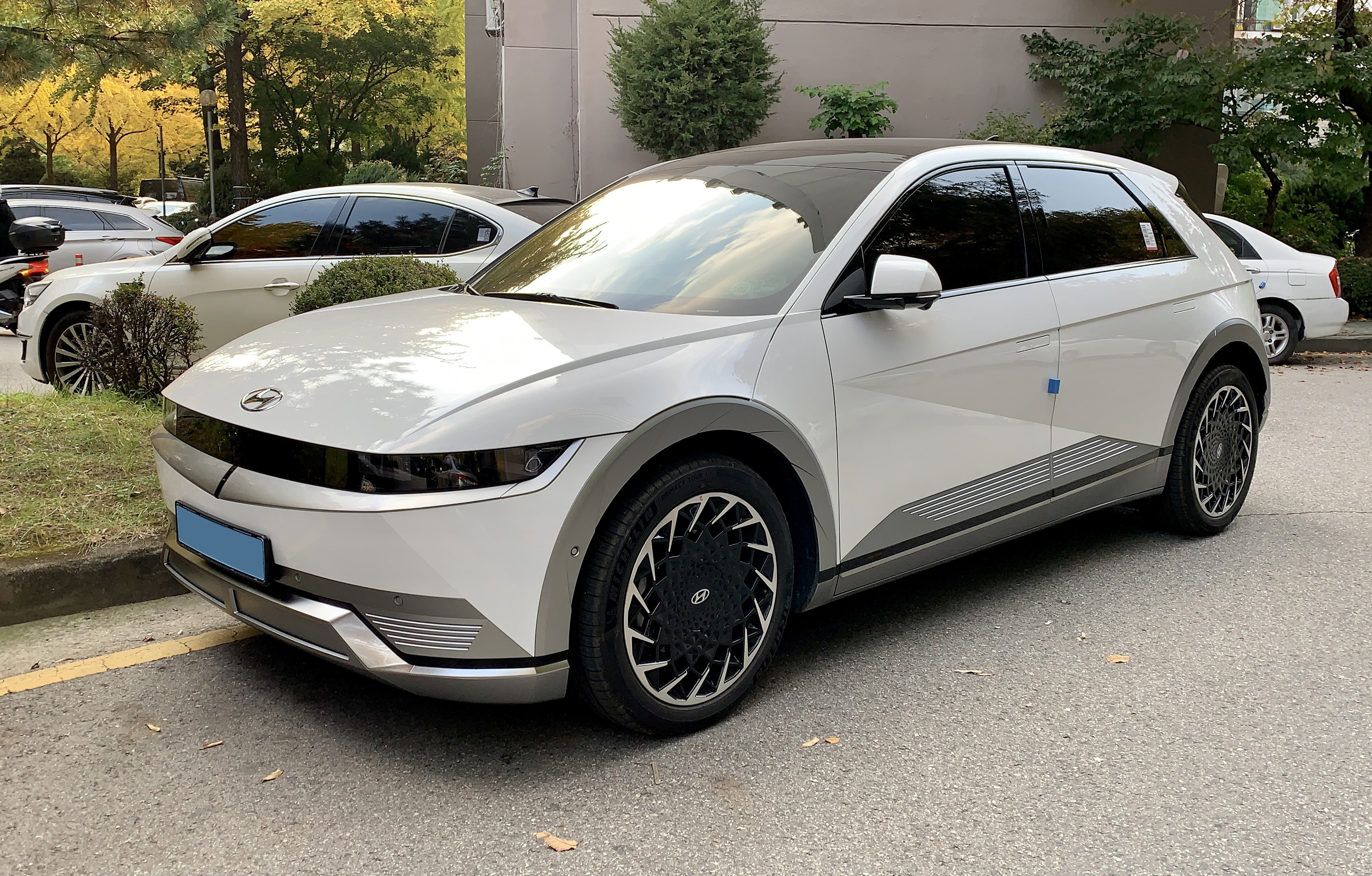
Ioniq 5 (depuis 2021)
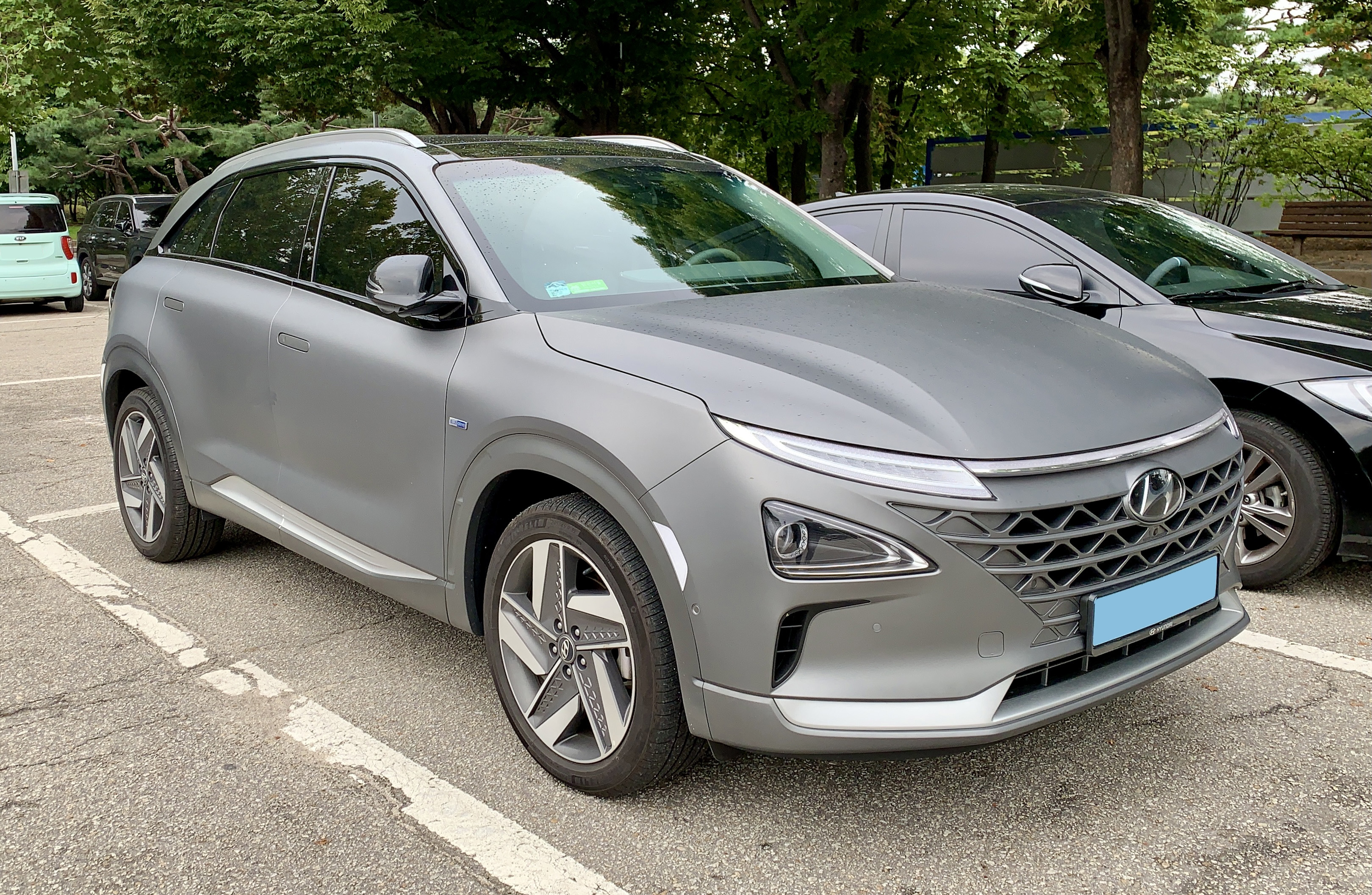
Nexo (depuis 2018)
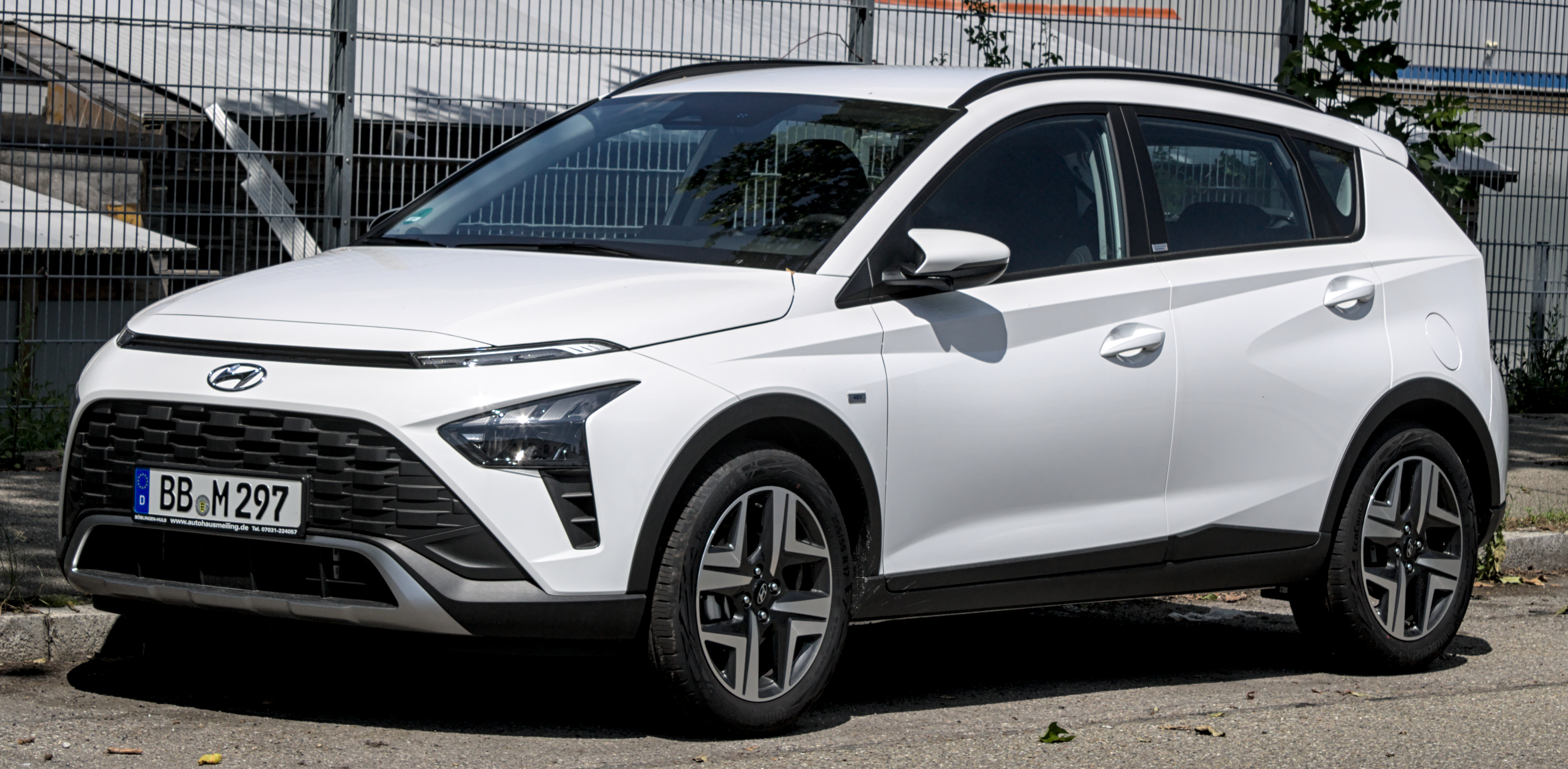
Bayon (depuis 2021)
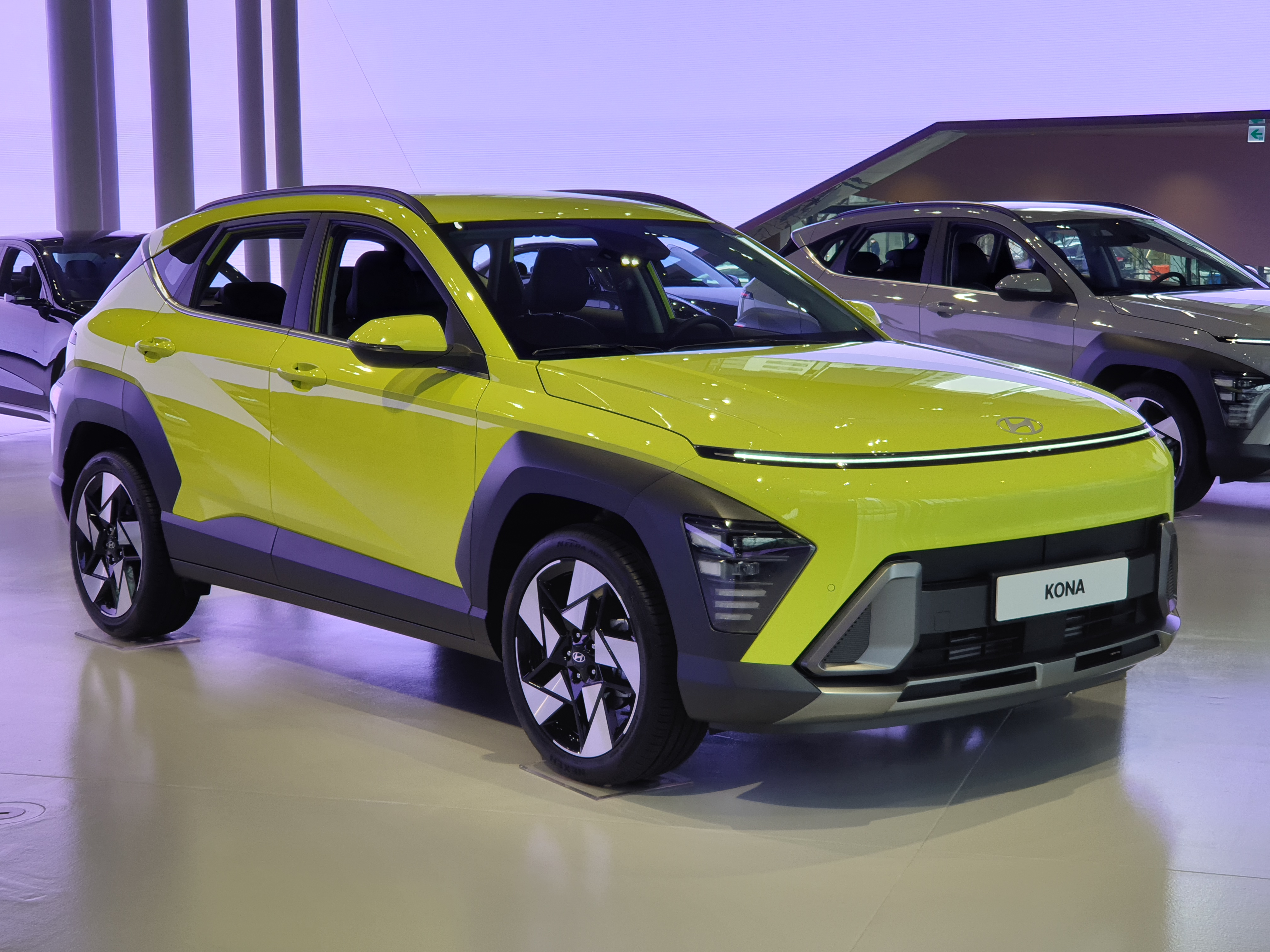
Kona  (depuis novembre 2022)
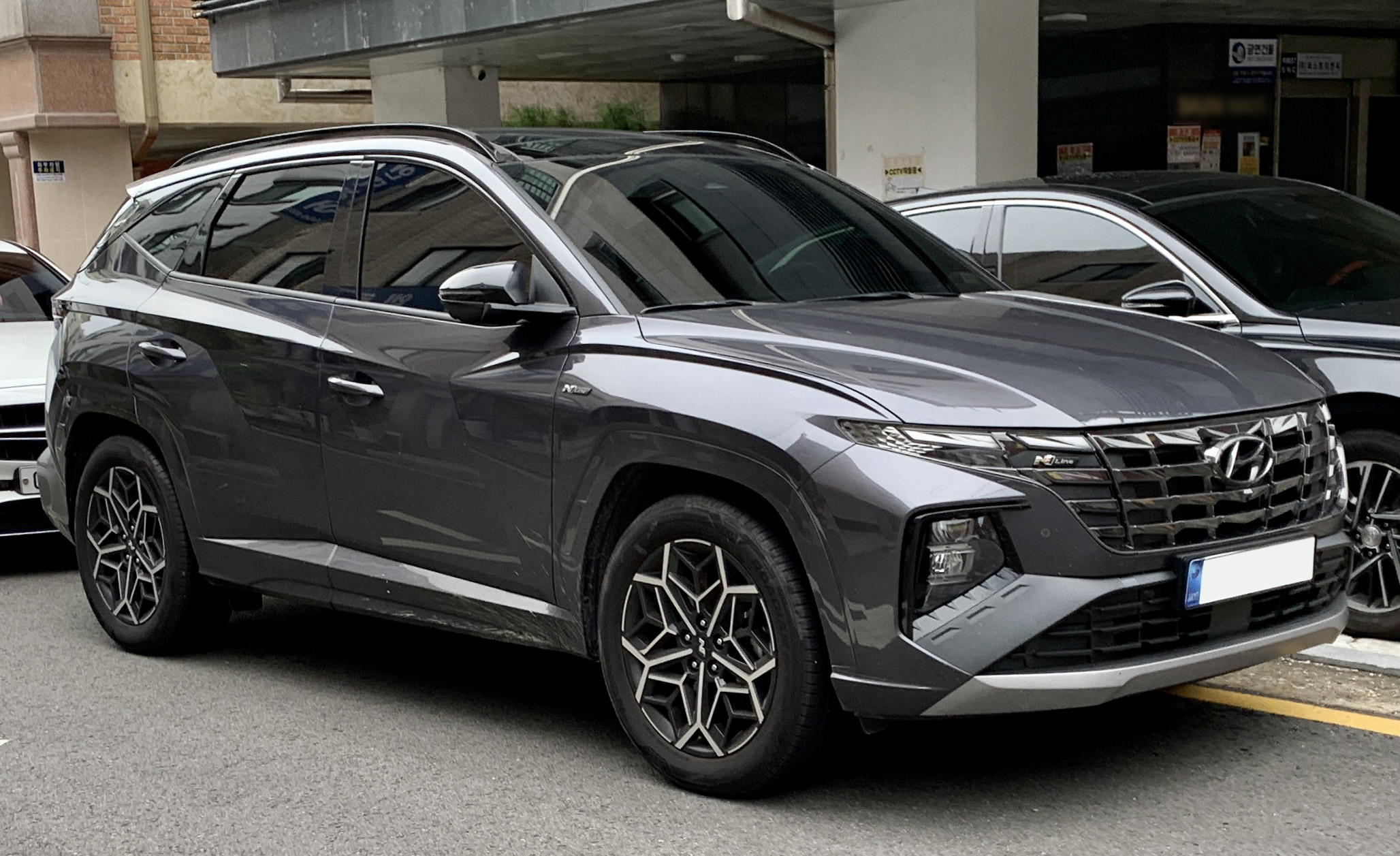
Tucson (depuis 2020)
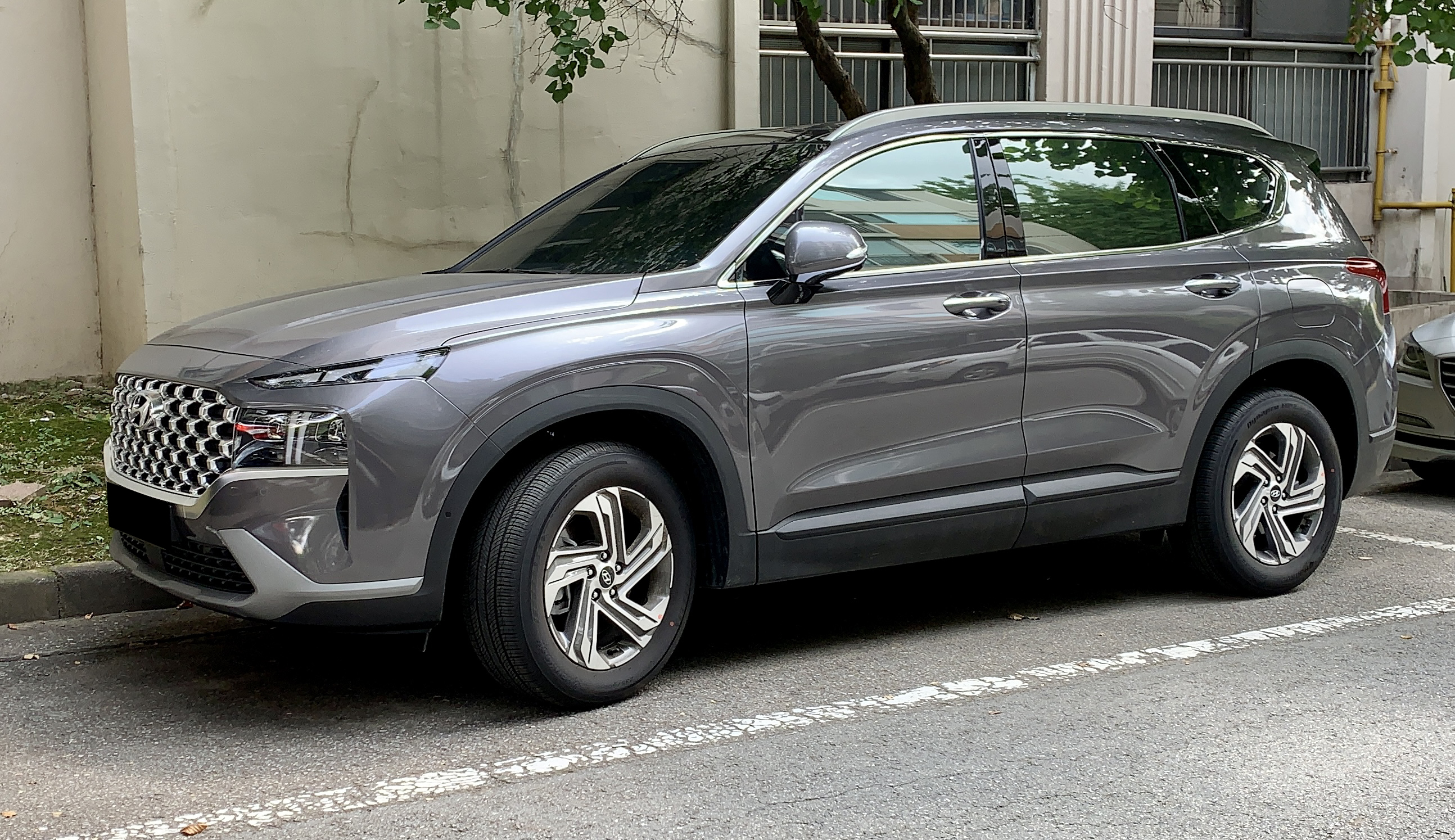
Santa Fe (depuis 2019 en France (2018 en Europe))

### Anciens modèles
- Accent
- Atos
- Azera
- Coupé
- Elantra
- Excel
- Lantra
- Galloper
- Genesis
- Genesis Coupé
- Getz
- Ioniq
- i30
- i30 CW
- i40
- i40 SW
- iX20
- iX35
- iX55
- Matrix
- Pony
- Satellite
- Scoupe
- Sonata
- Terracan
- Trajet
- Veloster
- XG

## Hyundai au Canada

### Modèles actuels
- Accent, sous-compacte disponible comme berline ou bicorps (hatchback);
- Elantra, berline compacte à quatre portes traction appelée « Avante » dans certains pays ;
- Elantra GT, compacte bicorps (hatchback) cinq-portes à traction appelée « i30 » en Europe ;
- Sonata, berline intermédiaire à traction ;
- Genesis, berline de luxe à propulsion;
- Tucson, SUV compact cinq-portes à traction ou quatre roues motrices, appelé « iX35 » dans certains pays;
- Santa Fe, SUV à cinq portes à traction ou quatre roues motrices, avec version sept-places nommée « XL » ;
- Veloster, coupé 2+1 portes sportif compact à traction;
- Venue, SUV à cinq portes, basé sur la plateforme de la sous-compacte Accent;
- Kona, crossover cinq portes, disponible en traction ou en version à traction intégrale;
- Palissade, VUS cinq portes, le plus gros véhicule proposé par la marque, pouvant accueillir huit passagers.

### Anciens modèles
- Pony, hatchback cinq-portes à propulsion ;
- Excel, berline quatre-portes, break trois et cinq-portes à traction ;
- Stellar, berline quatre-portes à propulsion ;
- Scoupe, coupé deux-portes à traction ;
- XG, berline de luxe à quatre portes à traction ;
- Tiburon, coupé sportif à traction;
- Genesis Coupé, coupé sport à propulsion.

## Hyundai en Corée du Sud

### Modèles actuels
- Casper
- New Click
- Verna
- Avante
- Avante Hybrid
- i30
- i30cw
- Genesis
- Genesis coupé
- Genesis Prada
- Sonata
- Sonata hybrid
- Grandeur
- Equus
- Tucson ix
- Santa Fe
- Veracruz
- Starex
- Grand Starex
- i40
- Aslan

## Modèles destinés à la Chine
Certains de ces modèles peuvent être exportés vers d'autres pays émergents, mais sont principalement étudiés pour le marché chinois.

### Modèles actuels
- Celesta, compacte 4 portes et break 5 portes, refontes de l'Elantra Yuedong (qui était elle-même un important restylage de l'Elantra IV) (depuis 2017)
- Lafesta, grande compacte 4 portes (depuis 2018)
- Mistra, familiale (depuis 2013)

### Anciens modèles
- Reina, citadine 4 portes (2017-2021)

## Modèles destinés aux pays émergents

### Modèles actuels
- XCent / Grand i10 Sedan, dérivé 4 portes de l'i10 II (depuis 2014)
- Aura / Grand i10 Sedan, dérivé 4 portes de l'i10 III (depuis 2020)
- HB20, citadine destinée au marché sud-américain (depuis 2012)
- Creta/ix25, SUV citadin (depuis 2014)
- Alcazar, dérivé 7 places du Creta de seconde génération (depuis 2021)
- Stargazer, monospace compact crossover (depuis 2022)

### Anciens modèles
- Eon, petite citadine (2011-2019)
- Santro / Atos, petite citadine un peu plus volumineuse que l'Eon (2018-2022)

### Camions/camionnettes et bus
- Porter ll
- Libero
- Hyundai Mighty
- Mega Truck
- 7 Ton
- New Power Truck
- Hyundai Trago
- Hyundai Xcient
- Hyundai County
- e-Aerotown
- Hyundai Greencity
- Super Aero City (en)
- Hyundai Aerobus
- Universe

### Véhicule militaire
- Char K1

## Concept cars
- (2000) Hyundai Crosstour[18]
- (2001) Hyundai Clix
- (2001) Hyundai HCD6
- (2018) Hyundai Le Fil Rouge[19] ;
- (2019) Hyundai Concept 45, véhicule électrique[20] ;
- (2019) Hyundai Vision T
- (2020) Hyundai Prophecy, véhicule électrique[21] ;
- (2020) Hyundai Taxi-drone volant électrique, projet développé avec le transporteur américain Uber[22].
- (2021) Hyundai Vision FK[23]
- (2021) Hyundai Seven Concept[24], SUV électrique.
- (2021) Hyundai Grandeur Heritage Series EV Concept[25], hommage à la Hyundai Grandeur de 1986.
- (2022) Hyundai N Vision 74[26]
- (2022) Hyundai RN22e[27]
- (2024) Hyundai Initium[28]

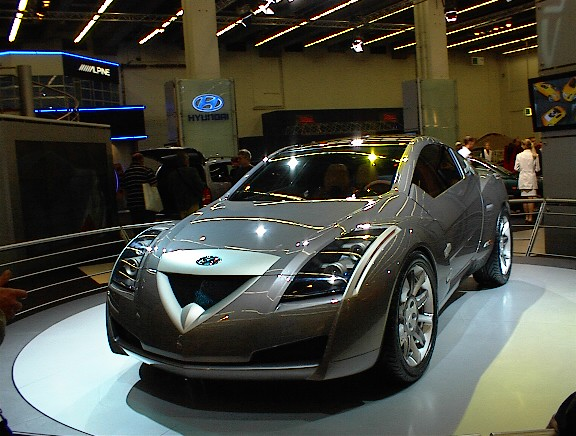
Hyundai Clix de 2001.
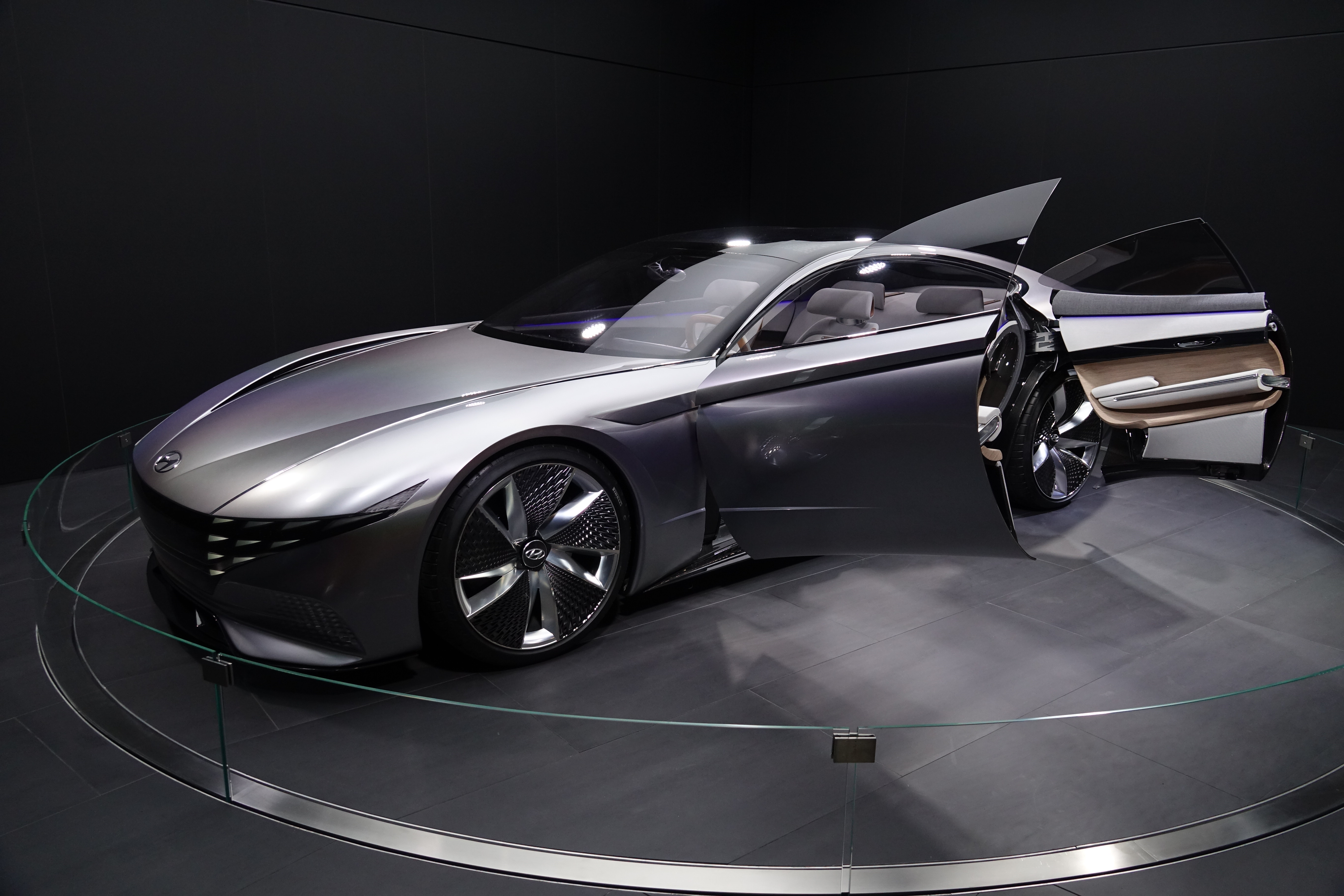
Hyundai Le Fil Rouge (2018).

## Export
- 1998 : Création de Hyundai Motor India Ltd

## Compétition
- Hyundai Motorsport

## Scandale des émissions des moteurs Diesel
En avril 2024, Hyundai Motor Group, comprenant Hyundai Motor, a été condamnée en Allemagne à 58 millions d’euros d’amende pour fraude aux tests d’homologation: la société avait équipé ses véhicules de logiciels destinés à abaisser la mesure des oxydes d'azote lors de ces tests, une fraude également effectuée par plusieurs autres constructeurs.